# František Petráček
František Petráček (29. března 1897 Hradec Králové – 3. ledna 1940 Brno) byl český důstojník a odbojář popravený nacisty.

## Život

### Před druhou světovou válkou
František Petráček se narodil 29. března 1897 v Hradci Králové, kde vystudoval i obchodní akademii. V období první světové války bojoval v řadách c. a k. armády na srbské a italské frontě. Po ukončení války a návratu do nově vzniklého Československa zůstal v armádní službě a v roce 1919 bojoval proti Maďarům. Jako voják z povolání sloužil postupně u horského pluku 2, pěších pluků 13 a 4, působil jako pedagog v pěchotním učilišti v Milovicích, na oddělení I/1 Ministerstva národní obrany a nakonec jako velitel doprovodných zbraní u pěšího pluku 10 v Brně. Získal pochvalná uznání od Ministerstva národní obrany za zásluhy na zdokonalování pěchotních zbraní. Během všeobecné mobilizace v roce 1938 sloužil na hlavním štábu v Praze.

### Druhá světová válka
Po německé okupací v březnu 1939 byl František Petráček propuštěn z rušené armády a zaměstnán jako aktuárský tajemník na Vysoké škole technické v Brně. Vstoupil do protinacistického odboje v řadách Obrany národa, kdy byl ustanoven velitelem pro úsek Pisárky skupiny Brno-západ. Za svou činnost byl 7. prosince 1939 zatčen gestapem a uvězněn na brněnských Sušilových kolejích. Dne 3. ledna 1940 zemřel, když nepřežil jeden z výslechů.

## Rodina
Synem Františka Petráčka byl v roce 1925 narozený Miloslav Petráček, partyzán, účastník Slovenského národního povstání a jako palubní střelec 1. československé smíšená letecké divize i Ostravské operace.

## Vyznamenání
- Československý válečný kříž 1914–1918